# Eupithecia comparanda
Eupithecia comparanda är en fjärilsart som beskrevs av András Vojnits 1981. Eupithecia comparanda ingår i släktet Eupithecia och familjen mätare. Inga underarter finns listade i Catalogue of Life.